# Chapantongo
Chapantongo är en kommun i Mexiko.   Den ligger i delstaten Hidalgo, i den sydöstra delen av landet, 100 km norr om huvudstaden Mexico City. Antalet invånare är 11 389.
Följande samhällen finns i Chapantongo:
- San Bartolo Ozocalpan
- El Huizachal
- Colonia Félix Olvera
- San José el Marqués
- Bathi
- Puerto Vallarta
- Taxhue
- Rancho Nuevo